# رژیم غذایی دیابت

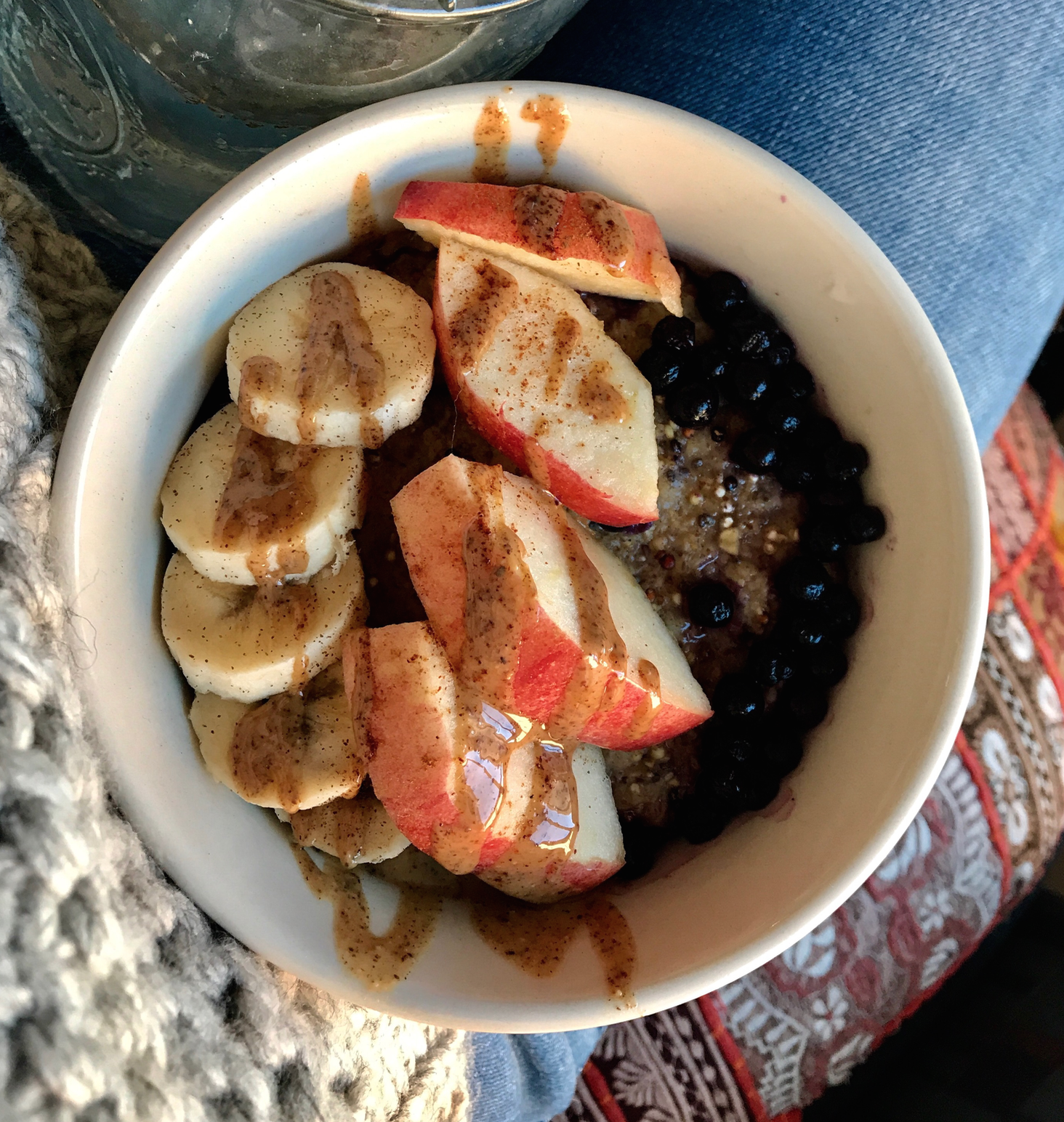
رژیم غذایی دیابت

رژیم غذایی دیابتی رژیمی است که توسط افراد مبتلا به دیابت یا قند خون بالا برای به حداقل رساندن علائم و عوارض خطرناک افزایش طولانی مدت قند خون (به عنوان مثال: بیماری‌های قلبی عروقی، بیماری کلیوی، چاقی) استفاده می‌شود.
در میان توصیه‌های راهنما از جمله انجمن دیابت آمریکا (ADA) و دیابت انگلستان، هیچ اتفاق نظری وجود ندارد که یک رژیم غذایی خاص بهتر از سایرین است. این به دلیل عدم انجام مطالعات طولانی مدت با کیفیت بالا در مورد این موضوع است.
برای افراد دارای اضافه وزن و چاق مبتلا به دیابت، مهم‌ترین جنبه هر رژیم غذایی این است که منجر به کاهش چربی بدن می‌شود. ثابت شده است که کاهش چربی بدن باعث بهبود کنترل گلوکز خون و کاهش سطح انسولین می‌شود.
بیشترین توصیه مورد توافق این است که رژیم غذایی حاوی قند و کربوهیدرات‌های تصفیه شده کم باشد، در حالی که فیبر رژیمی، به ویژه فیبر محلول، نسبتاً بالا باشد. به همین ترتیب، افراد مبتلا به دیابت ممکن است تشویق شوند تا مصرف کربوهیدرات‌هایی را که دارای شاخص گلیسمی (GI) بالایی هستند، کاهش دهند، اگرچه ADA و دیابت انگلستان خاطرنشان می‌کنند که شواهد بیشتری برای این توصیه مورد نیاز است.

## پایه و اساس
اساس رژیم دیابتی بر پایه مصرف کمتر غذاهای حاوی قند و کربوهیدرات می‌باشد. از طرفی مصرف فیبر بیشتر و به‌خصوص فیبرهای محلول در این رژیم بسیار توصیه می‌شود. در مواردی نیز که قند خون افراد دیابتی به‌صورت ناگهانی دچار افت می‌شود توصیه می‌شود از نوشیدنی‌های ورزشی و مواد دارای کربوهیدرات پیچیده که سریع به گلوکز تبدیل نمی‌شود مانند نان چاودار استفاده شود.
در این رژیم افراد دیابتی می‌توانند هر غذایی را که می‌خواهند بخورند. البته باید یک رژیم غذایی سالم را انتخاب کنند و کربوهیدرات مواد غذایی را نیز به‌خوبی بشناسند تا از کربوهیدرات‌های سالم و پیچیده استفاده نمایند. به علاوه باید از قندهای ساده مانند آب میوه‌ها و نوشیدنی‌های شیرین شده با شکر یا قند پرهیز کنند. برای افراد وابسته به تزریق انسولین (هم دیابت نوع ۱ و هم برخی از دیابتی‌های نوع ۲)، خوردن مقدار مشخصی کربوهیدرات به‌صورت روزانه برای سهولت مدیریت قند خون مفید است. البته این موارد کلی است و شما باید علاوه بر توجه به این اطلاعات برای داشتن یک رژیم کاملاً متناسب با شرایط خودتان با پزشک متخصص مشورت نمایید.

## مواد غذایی مفید برای افراد دیابتی
برخی افراد در زمینه تغذیه ادعا می‌کنند که رژیم غذایی متشکل از ترکیبات مغذی خاص (به عنوان مثال: نسبت چربی، پروتئین و کربوهیدرات موجود در رژیم) برای بیماران دیابتی مفیدتر است؛ اما هنوز هیچ سند و مدرکی برای اثبات این ادعا وجود ندارد. به‌طور کلی مطالعه در این زمینه محدود است و هنوز آزمایش‌های کنترل شده مناسبی در مورد آن صورت نگرفته‌است.

### کربوهیدرات‌ها
کربوهیدرات‌ها شامل قند، نشاسته و فیبر هستند. این غذاها بیشترین تأثیر را روی سطح قند خون ما دارند زیرا به محض مصرف مواد قندی یعنی گلوکز تجزیه می‌شوند که در روده کوچک جذب خواهند شد. به‌طور کلی افراد دیابتی برای مصرف مواد غذایی دارای کربوهیدرات باید به شاخص گلیسمی مواد غذایی توجه داشته باشند. شاخص گلیسمی نشان می‌دهد برای هر ماده غذایی دارای کربوهیدرات چقدر طول می‌کشد تا کربوهیدرات آن به قند در بدن تبدیل شود. هرچه گلیسمی پایین‌تر باشد یعنی مدت زمان تبدیل کربوهیدرات به قند طولانی‌تر است. بررسی‌ها نیز نشان می‌دهد که رژیم غذایی با شاخص گلیسمی پایین برای کنترل قند خون بهتر است.

### فیبر
افراد دیابتی با مصرف فیبرهای غذایی می‌توانند بهتر بیماری خود را کنترل کنند. برخی شواهد نشان می‌دهد که مصرف فیبر غذایی می‌تواند باعث کنترل سطح قند خون شود.

### چربی‌ها
پژوهشگران تا کنون توصیه خاصی در مورد مقدار کل چربی که باید توسط بیماران دیابتی به‌طور روزانه مصرف شود، ارائه نداده‌اند. با این حال نتایج مطالعه‌ها نشان داده‌است که رژیم‌های پرچرب که جایگزین کربوهیدرات‌های با چربی شده‌اند، قند خون را بهتر کنترل کرده و باعث کاهش تری گلیسرید خون نیز می‌شوند. به‌طور کلی افراد دیابتی باید از مصرف همه غذاهایی که دارای منابع مصنوعی چربی‌های ترانس هستند خودداری کنند؛ اما توجه داشته باشید که مقدار کمی از چربی‌های ترانس که به‌طور طبیعی در گوشت و لبنیات وجود دارد، نگران کننده نیست.

### کلسترول
در حال حاضر پژوهشگران توصیه خاصی برای مصرف کلسترول در رژیم غذایی دیابتی ندارند؛ اما به‌طور کلی در هر رژیم غذایی متعادل مصرف زیاد مواد غذایی با کلسترول بالا توصیه نمی‌شود.کلسترول.چمصفرشود

### پروتئین
خیلی وقت است در میان پزشکان نگرانی در مورد میزان مصرف پروتئین در افرادی که به بیماری کلیوی ناشی از دیابت مبتلا هستند وجود دارد. با این حال، هیچ مدرکی وجود ندارد که رژیم‌های کم پروتئین عملکرد کلیه را بهبود ببخشند. به علاوه افراد دارای این بیماری نیز به همان اندازه افراد معمولی به پروتئین نیاز دارند. امروزه همه متخصصان رژیم دیابت یک رژیم غذایی سالم را توصیه می‌کنند که سرشار از فیبر، انواع میوه‌ها و سبزی می‌باشد و مصرف قند و چربی، به ویژه چربی اشباع در آن‌ها محدود است.